# Projekt Revolution
Projekt Revolution là lễ hội âm nhạc do Linkin Park tổ chức, quy tụ các nghệ sĩ thuộc nhiều thể loại âm nhạc. Linkin Park khởi động Projekt Revolution vào năm 2002 chỉ với một sân khấu. Sau đó, vào năm 2004, họ công bố Sân khấu Cách mạng (Sân khấu thứ hai) nơi các ban nhạc/nghệ sĩ ít tên tuổi hơn sẽ biểu diễn.

## 2002
Năm 2002, Linkin Park đã lên kế hoạch cho loạt lưu diễn Projekt Revolution, và bắt đầu khởi động vào năm đó. Với ấn bản này, Linkin Park hỗ trợ cho album đầu tay của họ, Hybrid Theory.
- Sân khấu chính
  - Linkin Park
  - Cypress Hill
  - Adema
  - DJ Z-Trip

Danh sách tiết mục
1. "With You"
2. "Runaway"
3. "Papercut"
4. "Points of Authority"
5. "Step Up"
6. "Pushing Me Away"
7. "And One"
8. "In the End"
9. "A Place for My Head"
10. "Forgotten"
11. "It's Goin' Down" (X-Ecutioners cover)
12. "Crawling"

Hát lại
1. "My December"
2. "By Myself"
3. "My Own Summer (Shove It)"(Deftones cover)

1. "One Step Closer"

| Ngày                     | Thành phố           | Quốc gia | Sân khấu                                           |
| ------------------------ | ------------------- | -------- | -------------------------------------------------- |
| 29 tháng 1, 2002         | Colorado Springs    | Hoa Kỳ   | Đấu trường Thế giới                                |
| 30 tháng 1, 2002         | Wichita             | Hoa Kỳ   | Đấu trường Kansas                                  |
| 1 tháng 2, 2002          | Chicago             | Hoa Kỳ   | UIC Pavilion                                       |
| 2 tháng 2, 2002          | Madison             | Hoa Kỳ   | Đấu trường Tưởng niệm Trung tâm Năng lượng Alliant |
| 4 tháng 2, 2002          | Detroit             | Hoa Kỳ   | Đấu trường Cobo                                    |
| 5 tháng 2, 2002          | Dayton              | Hoa Kỳ   | Trung tâm Nutter                                   |
| Ngày 7 tháng 2 năm 2002  | Wilkes-Barre        | Hoa Kỳ   | Trung tâm First Union                              |
| 8 tháng 2, 2002          | Uniondale           | Hoa Kỳ   | Đấu trường Nassau                                  |
| Ngày 9 tháng 2 năm 2002  | Đại học nhà nước    | Hoa Kỳ   | Trung tâm Bryce Jordan                             |
| 11 tháng 2, 2002         | Lowell              | Hoa Kỳ   | Đấu trường Tsongas                                 |
| 12 tháng 2, 2002         | Fairfax             | Hoa Kỳ   | Trung tâm Yêu nước                                 |
| Ngày 13 tháng 2 năm 2002 | Philadelphia        | Hoa Kỳ   | Trung tâm First Union                              |
| 16 tháng 2, 2002         | Memphis             | Hoa Kỳ   | Đấu trường Trung Nam                               |
| 17 tháng 2, 2002         | Dallas              | Hoa Kỳ   | Trung tâm hội nghị Fort Worth                      |
| 18 tháng 2, 2002         | thành phố Oklahoma  | Hoa Kỳ   | Đấu trường Fairgrounds                             |
| 20 tháng 2, 2002         | Phoenix             | Hoa Kỳ   | Đấu trường American West                           |
| 22 tháng 2, 2002         | Bãi biển dài        | Hoa Kỳ   | Long Beach Arena                                   |
| 23 tháng 2, 2002         | thành phố San Diego | Hoa Kỳ   | Đấu trường Cox                                     |
| 24 tháng 2, 2002         | Las Vegas           | Hoa Kỳ   | Trung tâm Thomas & Mack                            |

## 2003
Chuyến lưu diễn Projekt Revolution năm 2003, là chuyến lưu diễn PR ngắn nhất, cho đến phiên bản năm 2011. Đây là Projekt  Revolution đầu tiên hỗ trợ album thứ hai của Linkin Park, Meteora.
- Sân khấu chính
  - Linkin Park
  - Mudvayne
  - Xzibit
  - Blindside
  - Cold (chỉ vào tháng 7)
  - Revis (chỉ hai ngày cuối cùng)

Danh sách tiết mục
1. "Don't Stay" (cùng đoạn mở bài "Foreword")
2. "Somewhere I Belong"
3. "Lying from You"
4. "Papercut"
5. "Points of Authority"
6. "Runaway"
7. "Faint"
8. "From the Inside"
9. "Hit the Floor"
10. "With You"
11. "By Myself"
12. "P5HNG ME A*WY"
13. "Nobody's Listening"
14. "Crawling"
15. "In the End"

Hát lại
1. "Easier to Run"
2. "A Place for My Head"
3. "One Step Closer

| Ngày                     | Thành phố                | Quốc gia | Sân khấu                                     |
| ------------------------ | ------------------------ | -------- | -------------------------------------------- |
| Ngày 9 tháng 4 năm 2003  | Đại học nhà nước         | Hoa Kỳ   | Trung tâm Bryce Jordan                       |
| Ngày 11 tháng 4 năm 2003 | Evansville               | Hoa Kỳ   | Sân vận động của Robert                      |
| Ngày 12 tháng 4 năm 2003 | Memphis                  | Hoa Kỳ   | Đấu trường Trung Nam                         |
| Ngày 13 tháng 4 năm 2003 | New Orleans              | Hoa Kỳ   | Keifer UNO Lakefront Arena                   |
| Ngày 15 tháng 4 năm 2003 | El Paso                  | Hoa Kỳ   | Trung tâm Don Haskins                        |
| 16 tháng 4, 2003         | Albuquerque              | Hoa Kỳ   | Đấu trường Tingley                           |
| 18 tháng 4, 2003         | Phoenix                  | Hoa Kỳ   | Đấu trường American West                     |
| Ngày 19 tháng 4 năm 2003 | Tucson                   | Hoa Kỳ   | Trung tâm hội nghị Tucson                    |
| Ngày 21 tháng 4 năm 2003 | Thành phố Thung lũng Tây | Hoa Kỳ   | Trung tâm E                                  |
| 22 tháng 4, 2003         | Boise                    | Hoa Kỳ   | Trung tâm Idaho                              |
| 23 tháng 4, 2003         | Spokane                  | Hoa Kỳ   | Đấu trường Spokane                           |
| Ngày 25 tháng 4 năm 2003 | Billings                 | Hoa Kỳ   | Sân vận động Metra Park                      |
| Ngày 26 tháng 4 năm 2003 | Thành phố Rapid          | Hoa Kỳ   | Trung tâm hành chính Rushmore Plaza          |
| 22 tháng 7 năm 2003      | Rochester                | Hoa Kỳ   | Đấu trường Blue Cross (Đổi lịch từ ngày 8/4) |
| Ngày 29 tháng 7 năm 2003 | Hội đồng Bluffs          | Hoa Kỳ   | Trung tâm Trung Mỹ (Đổi lịch từ 28/4)        |
| 30 tháng 7 năm 2003      | Trung tâm Thung lũng     | Hoa Kỳ   | Đấu trường Kansas (Đổi lịch từ 29/4)         |

## 2004
Sân khấu của Projekt Revolution 2004 Tour có một thay đổi lớn. Nó được chia thành các Sân khấu Chính và Cách mạng, trong khi các tiết mục của nó vẫn được kết nối. Chuyến lưu diễn PR năm 2004 là chặng dài nhất trong loạt chuyến lưu diễn Projekt Revolution. Đây cũng là chuyến lưu diễn cuối cùng của Korn vẫn còn đầy đủ đội hình ban đầu của họ với tay guitar gốc Brian Welch, người rời ban nhạc vào tháng 2 năm sau cho đến khi trở lại vào năm 2013. Jonathan Davis của Korn sẽ xuất hiện trong "One Step Closer" để hát phần được phối lại của bài hát.
- Sân khấu chính
  - Linkin Park
  - Korn
  - Snoop Dogg
  - The Used
  - Less Than Jake (trừ buổi biểu diễn ở Dallas do một trong những thành viên ban nhạc bị ốm. Ghostface Killah đã thay thế họ trên sân khấu chính)
- Sân khấu cách mạng
  - Ghostface Killah với PAWN LASERS / Louis Capet XXVI
  - Funeral for a Friend (ngoại trừ các chương trình từ ngày 27 đến ngày 30 tháng 8 do Lễ hội Reading và Leeds)
  - downset.
  - MOP (ngoại trừ buổi biểu diễn đầu tiên do kế hoạch du lịch)
  - Mike V. and The Rats (các chương trình chọn lọc)
  - No Warning (từ ngày 24 tháng 7 đến ngày 13 tháng 8)
  - Instruction (từ ngày 14 đến ngày 28 tháng 8)
  - Autopilot Off (từ ngày 30 tháng 8 đến ngày 5 tháng 9)

Danh sách tiết mục
1. Mở bài "Gacela of the Dark Death"
2. "Don't Stay"
3. "Lying from You"
4. "Papercut"
5. "Points of Authority" (với các yếu tố từ "PTS.OF.ATHRTY")
6. "With You"
7. "Runaway"
8. "Hip Hop Medley" (Step Up, Nobody's Listening và It's Goin' Down)
9. "Somewhere I Belong"
10. "Figure.09"
11. "From the Inside"
12. "Breaking the Habit"
13. "Numb"
14. "Faint" (thường có Bert McCracken của The Used hát bổ sung)
15. "In the End"
16. "A Place for My Head"

Hát lại
1. "Crawling"
2. "Wish" (Nine Inch Nails cover)
3. "One Step Closer (với các yếu tố từ "1STP KLOSR") (thường có Jonathan Davis của Korn hát bổ sung)

| Ngày                | Thành phố        | Quốc gia | Sân khấu                               |
| ------------------- | ---------------- | -------- | -------------------------------------- |
| 23 tháng 7 năm 2004 | Cincinnati       | Hoa Kỳ   | Riverbend Music Center                 |
| 24 tháng 7 năm 2004 | Columbus         | Hoa Kỳ   | Germain Amphitheatre                   |
| 26 tháng 7 năm 2004 | Clarkston        | Hoa Kỳ   | DTE Energy Music Theatre               |
| 27 tháng 7 năm 2004 | Darien           | Hoa Kỳ   | Darien Lake Performing Arts Center     |
| 29 tháng 7 năm 2004 | Mansfield        | Hoa Kỳ   | Tweeter Center for the Performing Arts |
| 30 tháng 7 năm 2004 | Holmdel Township | Hoa Kỳ   | PNC Bank Arts Center                   |
| 31 tháng 7 năm 2004 | Hartford         | Hoa Kỳ   | Meadows Music Centre                   |
| 2 tháng 8 năm 2004  | Wantagh          | Hoa Kỳ   | Jones Beach Amphitheatre               |
| 3 tháng 8 năm 2004  | Camden           | Hoa Kỳ   | Tweeter Center at the Waterfront       |
| 5 tháng 8 năm 2004  | Cuyahoga Falls   | Hoa Kỳ   | Blossom Music Center                   |
| 6 tháng 8 năm 2004  | Noblesville      | Hoa Kỳ   | Verizon Wireless Music Center          |
| 7 tháng 8 năm 2004  | Tinley Park      | Hoa Kỳ   | Tweeter Center                         |
| 9 tháng 8 năm 2004  | Burgettstown     | Hoa Kỳ   | Post Gazette Pavilion                  |
| 10 tháng 8 năm 2004 | Bristow          | Hoa Kỳ   | Nissan Pavilion Stone Ridge            |
| 11 tháng 8 năm 2004 | Virginia Beach   | Hoa Kỳ   | Verizon Wireless Amphitheater          |
| 13 tháng 8 năm 2004 | Atlanta          | Hoa Kỳ   | HiFi Buys Amphitheatre                 |
| 14 tháng 8 năm 2004 | Charlotte        | Hoa Kỳ   | Verizon Wireless Amphitheatre          |
| 17 tháng 8 năm 2004 | West Palm Beach  | Hoa Kỳ   | Sound Advice Amphitheater              |
| 18 tháng 8 năm 2004 | Tampa            | Hoa Kỳ   | Tampa Bay Amphitheatre                 |
| 20 tháng 8 năm 2004 | Dallas           | Hoa Kỳ   | Smirnoff Centre                        |
| 21 tháng 8 năm 2004 | Selma            | Hoa Kỳ   | Verizon Wireless Amphitheatre          |
| 22 tháng 8 năm 2004 | The Woodlands    | Hoa Kỳ   | Cynthia Woods Mitchell Pavilion        |
| 24 tháng 8 năm 2004 | Bonner Springs   | Hoa Kỳ   | Verizon Wireless Amphitheatre          |
| 25 tháng 8 năm 2004 | Maryland Heights | Hoa Kỳ   | UMB Bank Pavilion                      |
| 27 tháng 8 năm 2004 | East Troy        | Hoa Kỳ   | Alpine Valley Music Theatre            |
| 28 tháng 8 năm 2004 | Somerset         | Hoa Kỳ   | Float-rite Park                        |
| 30 tháng 8 năm 2004 | Englewood        | Hoa Kỳ   | Coors Amphitheater                     |
| 31 tháng 8 năm 2004 | Albuquerque      | Hoa Kỳ   | Journal Pavilion                       |
| 1 tháng 9 năm 2004  | Phoenix          | Hoa Kỳ   | Cricket Pavilion                       |
| 3 tháng 9 năm 2004  | Chula Vista      | Hoa Kỳ   | Coors Amphitheatre                     |
| 4 tháng 9 năm 2004  | San Bernardino   | Hoa Kỳ   | Hyundai Pavilion at Glen Helen         |
| 5 tháng 9 năm 2004  | Mountain View    | Hoa Kỳ   | Shoreline Amphitheatre                 |

## 2007
Vào năm 2007, Linkin Park quyết định quyên góp 1 đô la với mỗi vé cho Rừng Hoa Kỳ thông qua tổ chức từ thiện Music for Relief và sử dụng dầu diesel sinh học trên phần lớn các xe buýt của họ, loại bỏ ước tính 350 tấn khí thải carbon. Ngoài ra còn có các gian hàng thông tin giới thiệu những người đi xem hòa nhạc cách giảm lượng khí thải nhà kính.
Tạp chí Revolver đã tiết lộ rằng Muse nằm trong danh sách các ban nhạc mà Linkin Park đã chọn nhưng không thể tham gia Projekt Revolution vì họ có những cam kết khác phải giải quyết.
Vào ngày 22 tháng 8 năm 2007, MySpace.com đã phát trực tiếp buổi hòa nhạc, cho phép người dùng MySpace xem buổi hòa nhạc miễn phí tại DTE Energy Music Theater ở Clarkston, Michigan. Sự kiện được chủ trì bởi Matt Pinfield.
Gerard Way, ca sĩ chính của My Chemical Romance đã kết hôn ở hậu trường với Lyn-Z, tay bass của Mindless Self Indulgence, sau buổi biểu diễn cuối cùng trong chuyến lưu diễn.
- Sân khấu chính
  - Linkin Park
  - My Chemical Romance
  - Taking Back Sunday
  - HIM
  - Placebo
  - Julien-K
- Sân khấu cách mạng
  - Mindless Self Indulgence
  - Saosin
  - The Bled
  - Styles of Beyond
  - Madina Lake (bỏ lỡ các buổi diễn từ ngày 10 đến ngày 13 tháng 8 do Summer Sonic 2007)
  - Art of Chaos (Người chiến thắng trong Trận chiến của các ban nhạc được chọn đến 7 ngày trong chuyến lưu diễn từ ngày 28 tháng 7 đến ngày 5 tháng 8)

Danh sách tiết mục
1. "One Step Closer"
2. "Lying from You"
3. "Somewhere I Belong"
4. "No More Sorrow"
5. "Papercut"
6. "Points of Authority"
7. "Wake"
8. "Given Up"
9. "Don't Stay"
10. "From the Inside"
11. "Leave Out All the Rest"
12. "Numb"
13. "Pushing Me Away" (bản Piano)
14. "Breaking the Habit"
15. "Crawling"
16. "Shadow of the Day"
17. "In the End"
18. "Bleed It Out"

Hát lại
1. "The Little Things Give You Away"
2. "What I've Done"
3. "Faint"

1. "Wake"
2. "Given Up"
3. "No More Sorrow"
4. "Lying from You"
5. "Don't Stay"
6. "Somewhere I Belong"
7. "From the Inside"
8. "Papercut"
9. "Points of Authority"
10. "In Pieces"
11. "Shadow of the Day"
12. "Numb"
13. "Pushing Me Away" (bản Piano)
14. "Breaking the Habit"
15. "Crawling"
16. "The Little Things Give You Away""Shadow of the Day"
17. "What I've Done"
18. "Faint"

Hát lại
1. "One Step Closer"
2. "In the End"
3. "Bleed It Out"

1. "No More Sorrow"
2. "Lying from You"
3. "Somewhere I Belong"
4. "Wake"
5. "Given Up"
6. "From the Inside"
7. "Papercut"
8. "Points of Authority"
9. "Hands Held High"
10. "Numb"
11. "Pushing Me Away" (bản Piano)
12. "Breaking the Habit"
13. "Shadow of the Day"
14. "Crawling"
15. "The Little Things Give You Away"
16. "What I've Done"
17. "In the End"
18. "One Step Closer"

Hát lại
1. "Cure for the Itch"
2. "QWERTY"
3. "Bleed It Out"
4. "Faint"

1. "No More Sorrow"
2. "Lying from You"
3. "Somewhere I Belong"
4. "Wake"
5. "Given Up"
6. "From the Inside"
7. "Don't Stay"
8. "Papercut"
9. "Points of Authority"
10. "Shadow of the Day"
11. "What I've Done"
12. "Numb"
13. "Pushing Me Away" (bản Piano)
14. "Hands Held High"
15. "Breaking the Habit"
16. "In the End"
17. "Crawling"
18. "Bleed It Out"

Hát lại
1. "The Little Things Give You Away"
2. "One Step Closer"
3. "Faint"

1. "No More Sorrow"
2. "Lying from You"
3. "Somewhere I Belong"
4. "Wake"
5. "Given Up"
6. "From the Inside"
7. "Don't Stay"
8. "Papercut"
9. "Points of Authority"
10. "Numb"
11. "Pushing Me Away" (bản Piano)
12. "Shadow of the Day"
13. "Crawling"
14. "Hands Held High"
15. "The Little Things Give You Away"
16. "What I've Done"
17. "In the End"
18. "One Step Closer"

Hát lại
1. "Breaking the Habit"
2. "Bleed It Out"
3. "Faint"

1. "This Is How I Disappear"
2. "The Sharpest Lives"
3. "I'm Not Okay (I Promise)"
4. "Cemetery Drive"
5. "Famous Last Words"
6. "Give 'Em Hell, Kid"
7. "House Of Wolves"
8. "Dead!"
9. "Mama"
10. "You Know What They Do To Guys Like Us In Prison"
11. "Teenagers"
12. "Welcome to the Black Parade"
13. "Cancer"
14. "Helena

| Ngày                     | Thành phố          | Quốc gia | Sân khấu                                              |
| ------------------------ | ------------------ | -------- | ----------------------------------------------------- |
| Ngày 25 tháng 7 năm 2007 | Auburn             | Hoa Kỳ   | Nhà hát vòng tròn White River                         |
| Ngày 27 tháng 7 năm 2007 | Marysville         | Hoa Kỳ   | Nhà hát vòng tròn Sleep Train                         |
| 28 tháng 7 năm 2007      | San Bernardino     | Hoa Kỳ   | Hyundai Pavilion                                      |
| Ngày 29 tháng 7 năm 2007 | Mountain View      | Hoa Kỳ   | Shoreline Amphitheatre                                |
| Ngày 31 tháng 7 năm 2007 | Chula Vista        | Hoa Kỳ   | Coors Amphitheatre                                    |
| Ngày 1 tháng 8 năm 2007  | Phoenix            | Hoa Kỳ   | Gian hàng Cricket                                     |
| Ngày 3 tháng 8 năm 2007  | Selma              | Hoa Kỳ   | Nhà hát khuếch đại không dây Verizon                  |
| 4 tháng 8, 2007          | Dallas             | Hoa Kỳ   | Trung tâm âm nhạc Smirnoff                            |
| Ngày 5 tháng 8 năm 2007  | The Woodlands      | Hoa Kỳ   | Cynthia Woods Mitchell Pavilion                       |
| Ngày 7 tháng 8 năm 2007  | Atlanta            | Hoa Kỳ   | HiFi Mua Amphitheatre                                 |
| Ngày 8 tháng 8 năm 2007  | Charlotte          | Hoa Kỳ   | Nhà hát khuếch đại không dây Verizon                  |
| Ngày 10 tháng 8 năm 2007 | Bãi biển West Palm | Hoa Kỳ   | Bộ khuếch đại tư vấn âm thanh                         |
| Ngày 11 tháng 8 năm 2007 | Tampa              | Hoa Kỳ   | Ford Amphitheatre                                     |
| Ngày 13 tháng 8 năm 2007 | Raleigh            | Hoa Kỳ   | Walnut Creek Amphitheatre                             |
| Ngày 14 tháng 8 năm 2007 | Bãi biển Virginia  | Hoa Kỳ   | Nhà hát vòng quanh Bãi biển Verizon Wireless Virginia |
| Ngày 15 tháng 8 năm 2007 | Wantagh            | Hoa Kỳ   | Nikon tại Nhà hát Bãi biển Jones                      |
| Ngày 17 tháng 8 năm 2007 | Thác Cuyahoga      | Hoa Kỳ   | Trung tâm âm nhạc Blossom                             |
| 18 tháng 8, 2007         | Darien             | Hoa Kỳ   | Trung tâm biểu diễn nghệ thuật hồ Darien              |
| Ngày 19 tháng 8 năm 2007 | Bristow            | Hoa Kỳ   | Gian hàng Nissan                                      |
| Ngày 21 tháng 8 năm 2007 | Toronto            | Canada   | Nhà hát vòng tròn Molson                              |
| Ngày 22 tháng 8 năm 2007 | Clarkston          | Hoa Kỳ   | DTE Energy Music Theater                              |
| 24 tháng 8 năm 2007      | Mansfield          | Hoa Kỳ   | Trung tâm Biểu diễn Nghệ thuật Tweeter                |
| Ngày 25 tháng 8 năm 2007 | Camden             | Hoa Kỳ   | Trung tâm Tweeter tại Waterfront                      |
| Ngày 26 tháng 8 năm 2007 | Hartford           | Hoa Kỳ   | Trung tâm âm nhạc New England Dodge                   |
| 28 tháng 8 năm 2007      | Syracuse           | Hoa Kỳ   | Hội chợ bang NY                                       |
| Ngày 29 tháng 8 năm 2007 | Holmdel            | Hoa Kỳ   | PNC Bank Arts Centre                                  |
| Ngày 31 tháng 8 năm 2007 | Noblesville        | Hoa Kỳ   | Trung tâm âm nhạc không dây Verizon                   |
| Ngày 1 tháng 9 năm 2007  | Công viên Tinley   | Hoa Kỳ   | Nhà hát vòng tròn đầu tiên của Ngân hàng Trung Tây    |
| Ngày 3 tháng 9 năm 2007  | Englewood          | Hoa Kỳ   | Coors Amphitheatre                                    |

## 2008
Đây là chuyến lưu diễn đầu tiên ngoài khu vực Bắc Mỹ. Jay-Z đã xuất hiện và trình diễn một bản chỉnh sửa của "Numb/Encore" và "Jigga What/Faint" cùng ban nhạc.. Mike Shinoda thông báo sẽ phát hành bộ đĩa CD/DVD của chuyến lưu diễn vào ngày 25 tháng 11 năm 2008.
Châu Âu:
- 21 tháng 6 năm 2008 – Reitstadion Riem, Munich, Đức
  - Linkin Park
  - HIM
  - N*E*R*D
  - The Used
  - The Blackout

Danh sách tiết mục
1. "One Step Closer"
2. "Lying from You"
3. "Somewhere I Belong"
4. "No More Sorrow"
5. "Papercut"
6. "Points of Authority"
7. "Reading My Eyes"
8. "Wake"
9. "Given Up"
10. "From the Inside"
11. "Leave Out All the Rest"
12. "Numb"
13. "The Little Things Give You Away"
14. "Breaking the Habit"
15. "Crawling"
16. "Shadow of the Day"
17. "In the End"
18. "Bleed It Out"

Hát lại
1. "Pushing Me Away" (bản Piano)
2. "What I've Done"
3. "Faint"

- 27 tháng 6 năm 2008 – Waldbühne, Berlin, Đức
  - Linkin Park
  - HIM
  - N*E*R*D

1. "What I've Done"
2. "Faint"
3. "No More Sorrow"
4. "Wake"
5. "Given Up"
6. "Lying from You"
7. "Don't Stay"
8. "In Pieces"
9. "Somewhere I Belong"
10. "Points of Authority"
11. "Leave Out All the Rest"
12. "Numb"
13. "Shadow of the Day"
14. "Valentine's Day"
15. "Crawling"
16. "In the End"
17. "Bleed It Out"

Hát lại
1. "Pushing Me Away" (bản Piano)
2. "Breaking the Habit"
3. "A Place for My Head"
4. "One Step Closer"

- 28 tháng 6 năm 2008 – LTU Arena, Düsseldorf, Đức
  - Linkin Park
  - HIM
  - N*E*R*D
  - The Used
  - The Bravery
  - Innerpartysystem

1. "No More Sorrow"
2. "Lying from You"
3. "Somewhere I Belong"
4. "Wake"
5. "Given Up"
6. "Papercut"
7. "Points of Authority"
8. "In Pieces"
9. "Numb"
10. "Pushing Me Away" (bản Piano)
11. "Breaking the Habit"
12. "Shadow of the Day"
13. "Crawling"
14. "Leave Out All the Rest"
15. "What I've Done"
16. "In the End"
17. "Bleed It Out"

Hát lại
1. "A Place for My Head"
2. "Faint"
3. "One Step Closer"

- 29 tháng 6 năm 2008 – National Bowl, Milton Keynes, Anh Quốc
  - Linkin Park
  - Jay-Z
  - Pendulum
  - N*E*R*D
  - Enter Shikari
  - The Bravery[4]
  - Innerpartysystem

Danh sách tiết mục
1. "One Step Closer"
2. "From the Inside"
3. "Somewhere I Belong"
4. "No More Sorrow"
5. "Papercut"
6. "Points of Authority"
7. "Wake"
8. "Given Up"
9. "Lying from You"
10. "Hands Held High" (A capella)
11. "Leave Out All the Rest"
12. "Numb"
13. "The Little Things Give You Away"
14. "Breaking the Habit"
15. "Shadow of the Day"
16. "Crawling"
17. "In the End"

Hát lại lần 1
1. "Pushing Me Away" (bản Piano)
2. "What I've Done"

Hát lại lần 2
1. Numb/Encore (với Jay-Z)
2. Jigga What/Faint (với Jay-Z)
3. "Bleed It Out"

Mỹ:
- Sân khấu Chính:[5]
  - Linkin Park
  - Chris Cornell (của Soundgarden)
  - The Bravery
  - Busta Rhymes (đã bỏ tour – Xem thêm Tranh cãi trong chuyến lưu diễn năm 2008)
  - Ashes Divide
  - Street Drum Corps (ban đầu được mở màn Sân khấu Cách mạng nhưng đã được chuyển sang sân khấu chính)
- Sân khấu Cách mạng:[5]
  - Atreyu
  - 10 Years
  - Hawthorne Heights
  - Armor for Sleep

Linkin Park đã thay đổi danh sách dàn dựng một chút, đưa ra phần mở bài và kết bài mới cho một số bài hát và chơi "We Made It" trong mỗi buổi diễn, cho đến khi Busta Rhymes rời chuyến lưu diễn. Chris Cornell cũng hợp tác với ban nhạc bằng cách hát trong bài "Crawling". Ngoài ra Chester Bennington đã biểu diễn "Hunger Strike" với Cornell. Street Drum Corps cũng biểu diễn một vài bài hát với ban nhạc. Vào hai buổi diễn ở Ohio, ban nhạc địa phương State Your Cause đã được yêu cầu mở màn Revolution Stage.
| Ngày                     | Thành phố          | Quốc gia | Sân khấu                                              |
| ------------------------ | ------------------ | -------- | ----------------------------------------------------- |
| Ngày 16 tháng 7 năm 2008 | Mansfield          | Hoa Kỳ   | Trung tâm biểu diễn nghệ thuật Comcast                |
| Ngày 18 tháng 7 năm 2008 | Burgettstown       | Hoa Kỳ   | Nhà trưng bày Post-Gazette                            |
| Ngày 19 tháng 7 năm 2008 | Camden             | Hoa Kỳ   | Trung tâm Ngân hàng Susquehana                        |
| Ngày 20 tháng 7 năm 2008 | Hartford           | Hoa Kỳ   | Trung tâm âm nhạc New England Dodge                   |
| Ngày 22 tháng 7 năm 2008 | Wantagh            | Hoa Kỳ   | Nikon tại Nhà hát Bãi biển Jones                      |
| Ngày 23 tháng 7 năm 2008 | Holmdel            | Hoa Kỳ   | PNC Bank Arts Centre                                  |
| Ngày 25 tháng 7 năm 2008 | Raleigh            | Hoa Kỳ   | Gian hàng âm nhạc cáp Time Warner tại Walnut Creek    |
| Ngày 26 tháng 7 năm 2008 | Bãi biển Virginia  | Hoa Kỳ   | Nhà hát vòng quanh Bãi biển Verizon Wireless Virginia |
| Ngày 27 tháng 7 năm 2008 | Bristow            | Hoa Kỳ   | Gian hàng Nissan                                      |
| Ngày 30 tháng 7 năm 2008 | Charlotte          | Hoa Kỳ   | Nhà hát vòng tròn không dây Charlotte Verizon         |
| 1 tháng 8, 2008          | Bãi biển West Palm | Hoa Kỳ   | Nhà hát vòng tròn Cruzan                              |
| 2 tháng 8, 2008          | Tampa              | Hoa Kỳ   | Ford Amphitheatre                                     |
| 3 tháng 8, 2008          | Atlanta            | Hoa Kỳ   | Nhà hát vòng tròn Lakewood                            |
| Ngày 7 tháng 8 năm 2008  | Phượng Hoàng       | Hoa Kỳ   | Gian hàng không dây Cricket                           |
| Ngày 9 tháng 8 năm 2008  | Hướng núi          | Hoa Kỳ   | Shoreline Amphitheatre                                |
| Ngày 10 tháng 8 năm 2008 | Irvine             | Hoa Kỳ   | Nhà hát khuếch đại không dây Verizon                  |
| 12 tháng 8, 2008         | Làng Greenwood     | Hoa Kỳ   | Fiddler's Green Amphitheatre                          |
| Ngày 15 tháng 8 năm 2008 | Cincinnati         | Hoa Kỳ   | Trung tâm âm nhạc Riverbend                           |
| 16 tháng 8, 2008         | Đông Troy          | Hoa Kỳ   | Nhà hát âm nhạc Thung lũng Alpine                     |
| 17 tháng 8, 2008         | Nobilesville       | Hoa Kỳ   | Trung tâm âm nhạc không dây Verizon Indianapolis      |
| Ngày 19 tháng 8 năm 2008 | Thác Cuyahoga      | Hoa Kỳ   | Trung tâm âm nhạc Blossom                             |
| Ngày 21 tháng 8 năm 2008 | St. Louis          | Hoa Kỳ   | Nhà hát vòng tròn không dây Verizon St. Louis         |
| 23 tháng 8, 2008         | Dallas             | Hoa Kỳ   | Trung tâm Superpages.com                              |
| 24 tháng 8, 2008         | Rừng cây           | Hoa Kỳ   | Cynthia Woods Mitchell Pavilion                       |

### Tranh cãi trong chuyến lưu diễn năm 2008
Trong Projekt Revolution Tour năm 2008, Busta Rhymes được thông báo là đã rời chuyến lưu diễn chỉ sau 11 ngày do "các vấn đề kinh doanh phức tạp", trong bối cảnh có tin đồn anh đã bị loại khỏi đội hình sau một cuộc đối đầu hậu trường với Mike Shinoda của Linkin Park. Shinoda sau đó đã đăng trên blog của mình rằng anh và các thành viên còn lại trong ban nhạc của mình rất thất vọng khi thấy Rhymes rời đi, ngụ ý rằng tin đồn là sai sự thật. Busta thực sự đã rời chuyến lưu diễn do một cuộc tranh cãi với hãng đĩa cũ Interscope Records của anh ấy. Kể từ khi anh ấy rời hãng, anh ấy không còn hỗ trợ để đi lưu diễn nữa.

## 2011
Đây là Projekt Revolution ngắn nhất cho đến nay, chỉ có bốn buổi diễn ở châu Âu. Chuyến lưu diễn này được thực hiện bởi Linkin Park, Dredg và Middle Class Rut.
- Ngày 16 tháng 6 năm 2011 - Công viên Kaisaniemi, Helsinki, Phần Lan với Die Antwoord
- Ngày 18 tháng 6 năm 2011 - Festwiese, Leipzig, Đức với Guano Apes và Anberlin
- Ngày 19 tháng 6 năm 2011 - Hessentagsarena, Oberursel, Đức với Anberlin và Die Antwoord
- Ngày 25 tháng 6 năm 2011 - Messegelände München Riem, Munich, Đức với Guano Apes và Anberlin